# Vitstrupig skärtimalia
Vitstrupig skärtimalia (Napothera pasquieri) är en fågel i familjen marktimalior som enbart förekommer i Vietnam. Den är upptagen på IUCN:s rödlista för hotade arter, där kategoriserad som starkt hotad.

## Utseende
Vitstrupig skärtimalia är en liten (11–12 cm) och nästan stjärtlös fågel med en mycket lång och något nedåtböjd näbb och en tydligt avgränsad vit strupe. I övrigt är den mörkt rödbrun på hjässa, nacke, huvudsidor, övergump, vingovansidor och stjärt, på ryggen mer rent mörkbrun, och ockrabrun på undersidan nedanför strupen. Fjäderdräkten täcks av beigefärgade strimmor, dock ej på vingar och stjärt.

## Utbredning och systematik
Fågeln förekommer enbart i norra Vietnam (bergsområdet Fan Si Pan). Den behandlas som monotypisk, det vill säga att den inte delas in i några underarter. Vissa behandlar den som underart till Napothera malacoptila som förekommer i östra Himalaya.

### Släktestillhörighet
Arten placerades tidigare i släktet Rimator, men inkluderas efter genetiska studier numera i Napothera.

## Levnadssätt
Vitstrupig skärtimalia hittas i städsegrön lövskog på mellan 1220 och 2000 meters höjd. Den ses vanligen i par, gömd i undervegetation på eller nära marken. Födan består av ryggradslösa djur. Ingen information finns om häckningsbiologin.

## Status
Vitstrupig skärtimalia är en av Sydöstasiens minst kända och möjligen mest hotade endemiska tättingar. Den har ett mycket litet utbredningsområde vari den också är känd endast från ett fåtal lokaler. Arten tros även minska i antal, möjligen relativt kraftigt, till följd av framväxten av kardemummaplantage. I dessa plantage avlägsnas tät undervegetation som arten bebor. Världspopulationen uppskattas till endast mellan 500 och 5000 vuxna individer. Internationella naturvårdsunionen IUCN kategoriserar den som starkt hotad.

## Namn
Fågelns vetenskapliga artnamn hedrar Pierre Marie Antoine Pasquier (1877-1934), fransk generalguvernör i Indokina 1928-1934.